# Las gargantas de Coșuștei
Las gargantas de Coșuștei o Cheile Coșuștei  forman un área protegida de interés nacional que corresponde a la categoría IUCN IV ( reserva natural geológica y paisajística ) ubicada en el condado de Mehedinți, en el territorio administrativo de la comuna de Balta .

## Localización
El área natural se encuentra en el extremo norte-central del condado (en la meseta de Mehedinti, entre las montañas Mehedinti y el Piedemonte Gético), cerca del límite territorial de Caras-Severin, y está atravesado por la carretera del condado (DJ671E) que conecta con el pueblo Şişeşti de Nadanova. .

## Descripción
La reserva natural está distribuida en un área de 50 hectáreas y fue declarada área protegida por la Ley Nº. 5 del 6 de marzo de 2000, publicada en el Boletín Oficial de Rumania, N.º 152 de 12 de abril de 2000 (sobre la aprobación del Plan Nacional de Ordenación del Territorio - Sección III - áreas protegidas ). Representa un área de gargantas excavadas en piedra caliza jurásica por las aguas del río Coșuștea (afluente derecho del Motr ), acantilados rocosos, escombros, cuevas, sumideros, lapislázuli y valles, con flora y fauna propias de la meseta de Mehedințean.
El área protegida está incluida en el Geoparque Mehedinți Plateau y limita al noreste con el bosque de murciélagos Ponoarele y al noroeste con la reserva natural Cornetul Babelor y Cerboanei.